# Čao Wej
Čao Wej (čínsky pchin-jinem Zhào Wēi, znaky zjednodušené 赵薇, tradiční 趙薇, *12. března 1976 Čína) je čínská herečka. Čaová se stala světoznámou herečkou s rolí ve filmu Smrtící andílci a Shaolin fotbal. V roce 2003 zazářila v dalším snímku Bojovníci mezi nebem a zemí a Green Tea. V roce 2008 se objevila ve filmu Krvavé pobřeží.

## Filmografie
- Three (2016)
- Lost in Hong Kong (2015)
- Hollywood Adventure (2015)
- Dearest (2014)
- So Young (2013)(Directorial Debut)
- Painted Skin: The Resscurretion (2012)
- Love (2012)
- 14 Blades (2010)
- Mulan (2009)
- Founding of Nation (2009)
- Krvavé pobřeží II (Red Cliff II) (2009)
- Painted Skin (2008)
- Krvavé pobřeží (Red Cliff) (2008)
- The Longest Night in Shanghai (2007)
- The Postmodern Life of My Aunt (2006)
- A Time to Love (2005)
- Goddess of Mercy (2003)
- Bojovníci mezi nebem a zemí (Warriors of Heaven and Earth) (2003)
- My Dream Girl (2003)
- Green Tea (2003)
- Smrtící andílci (So Close) (2002)
- Čínská odysea (Chinese Odyssey 2002) (2002)
- Shaolin fotbalista/Shaolin fotbal (Shaolin Soccer) (2001)
- The Duel (2000)
- Deja Vu (1999)
- East Palace West Palace (1996)
- Behind the Wall of Shame (1995)
- A Soul Haunted by Painting (1994)

## Televize
- Tiger Mom (2015)
- An Epic of a Woman (2009)
- Thank You for Having Loved Me (2007)
- Fast Track Love (2006)
- Moment in Peking (2005)
- Romance in the Rain (2001)
- My Fair Princess 2 (1999)
- My Fair Princess (1998)

## Ocenění
Changchun Film Festival
- Ocenění:
- 2010 Nejlepší herečka v hlavní roli pro Mulan
- 2006 Nejlepší herečka v hlavní roli pro A Time to Love

Golden Eagle Awards
- Ocenění:
- 1999 Nejlepší herečka v hlavní roli pro My Fair Princess

Golden Rooster Awards
- Ocenění:
- 2013 Nejlepší režijní debut roli pro So Young

Hundred Flowers Awards
- Ocenění:
- 2010 Nejlepší herečka v hlavní roli pro Mulan

Hong Kong Film Awards
- Ocenění:
- 2015 Nejlepší herečka v hlavní roli pro Dearest

Hong Kong Film Critics Awards
- Ocenění:
- 2015 Nejlepší herečka v hlavní roli pro Dearest

Huabiao Film Awards
- Ocenění:
- 2005 Nejlepší herečka v hlavní roli pro A Time to Love

Shanghai International Film Festival
- Ocenění:
- 2005 Nejlepší herečka v hlavní roli pro A Time to Love

Shanghai Film Critics Awards
- Ocenění:
- 2013 Nejlepší nový ředitel pro So Young
- 2010 Nejlepší herečka v hlavní roli pro Mulan